# جدول الخطأ والصواب

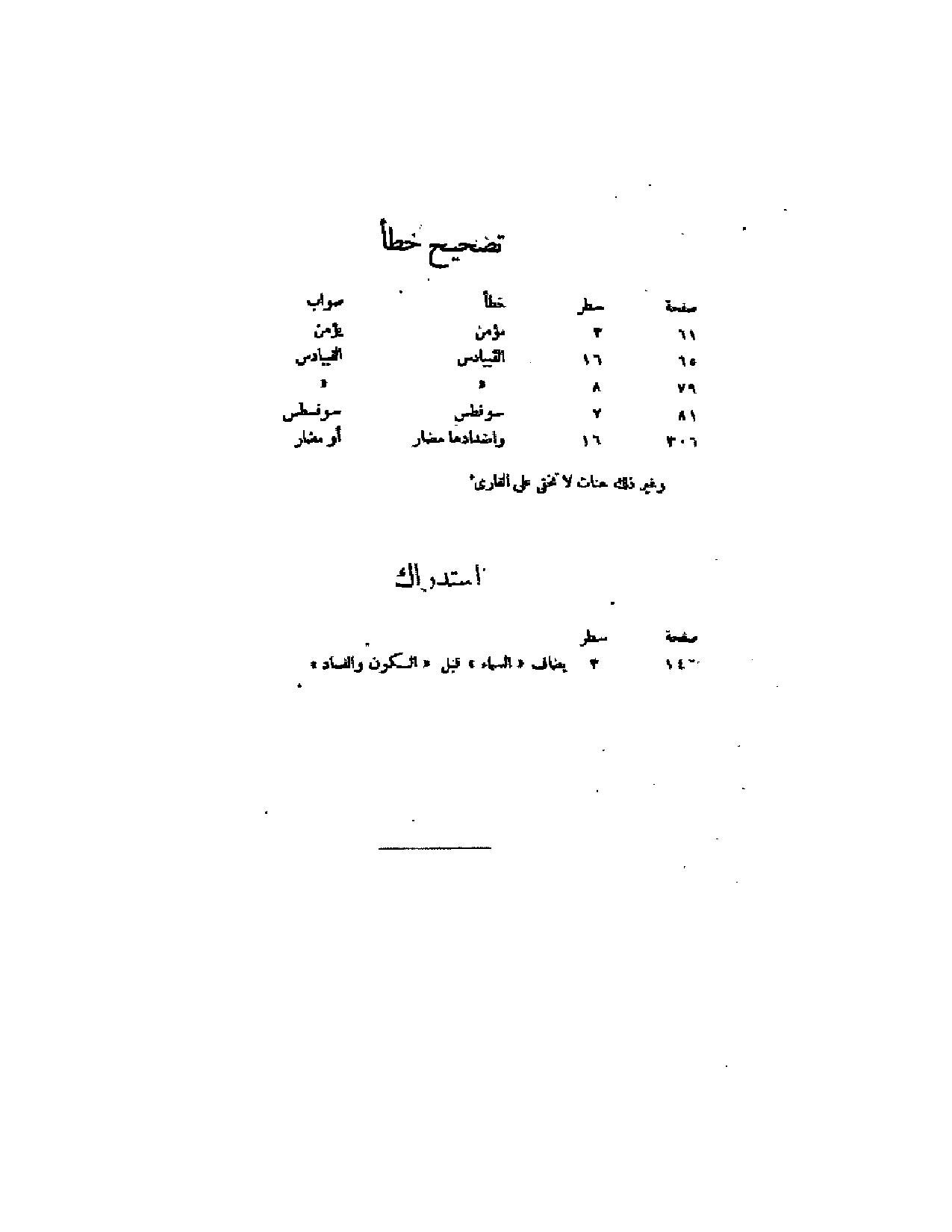
صفحة من كتاب "تاريخ الفلسفة اليونانية" ليوسف كرم توضح تصويب الأخطاء المطبعية في الكتاب

جدول الخطأ والصواب أو التصويب هو تصحيح نص منشور. يُصدر الناشرون جدولًا أو قائمة بالأخطاء التي تحدث أثناء عملية النشر وتصويبًا لها. يربط بآخر الكتاب أو قد توضع قسيمة ورق توضح التصويب قبل أو بعد الصفحة التي يظهر فيها الخطأ. يمكن أيضًا إصدار خطأ بعد وقت قصير من نشر نصه الأصلي.